# Til Bergen
Johan Halvorsen schreef in 1903 drie liederen, die vlak na elkaar werden uitgevoerd.

## Til Bergen
Til Bergen (Aan Bergen) is een lied dat op 15 juni 1903 voor het eerst werd uitgevoerd tijdens een concert ter gelegenheid van de 80e verjaardag van Edward Grieg. Het grootste deel van het concert werd gevuld met muziek van Grieg uitgevoerd door het Theaterorkest onder leiding van Halvorsen. Het lied op tekst van Bjørnstjerne Bjørnson werd uitgevoerd door Elisabeth Hals-Andersen (piano) en Ingolff Schjøtt. Van het werk is een manuscript bewaard gebleven. De volgende dag werd het lied gezongen met begeleiding door orkest.

## Trondhjemssang
Op 20 juni 1903 kreeg Halvorsens Trondjemssang (lied van Trondheim) haar eerste uitvoering. Het was voor de Loge van Vrijmetselaars in Trondheim. Ludvig Bergh zong onder begeleiding van een orkest onder leiding van Halvorsen. Van het stuk is niets bekend. De tekst is waarschijnlijk van Bjørnson.

## Salme på Olavsdagen

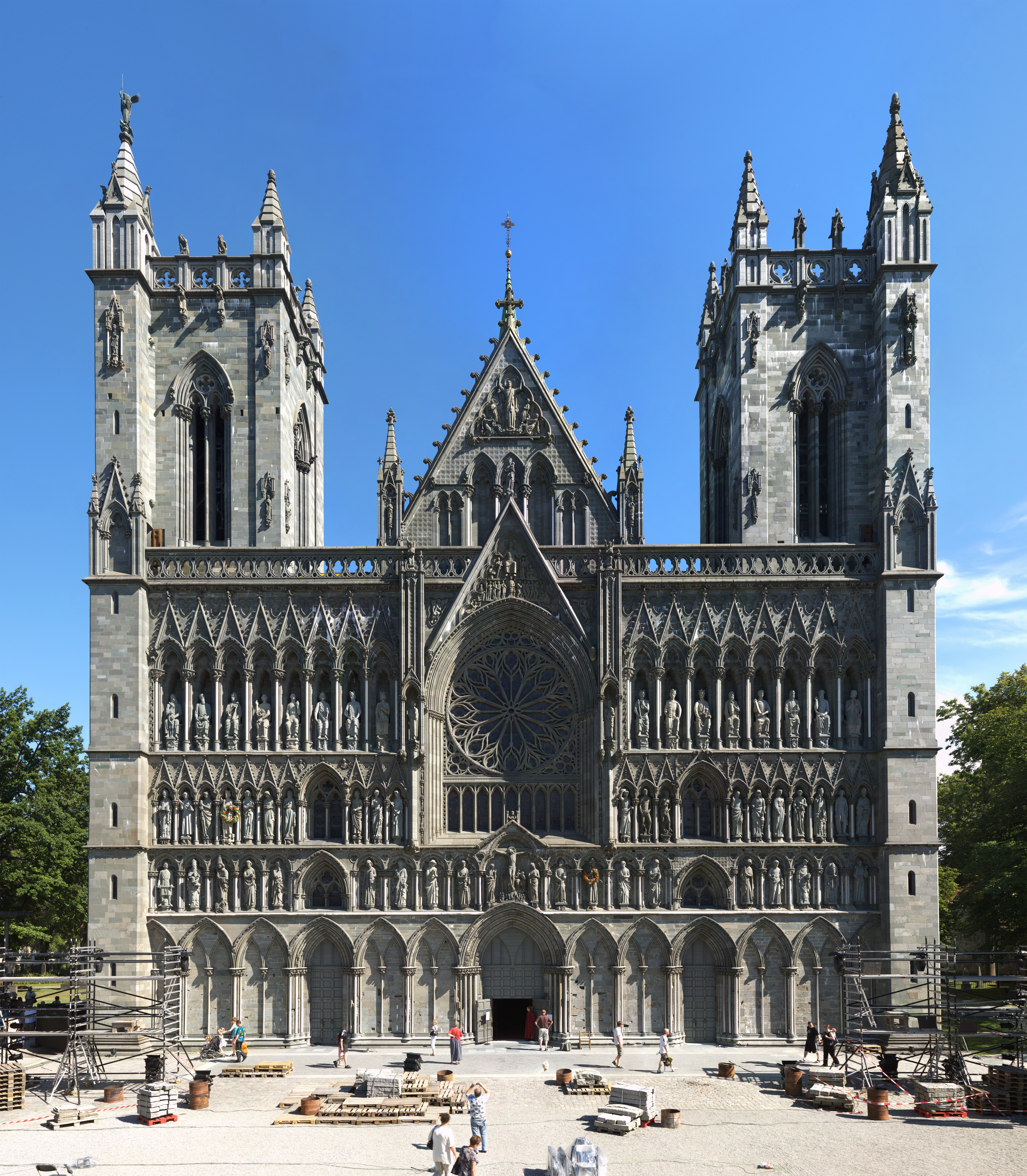
Nidarosdom

Op 21 juni 1903 gaf Halvorsen opnieuw een concert in Trondheim, ditmaal in de Nidaros-domkerk. Nidaros is de middeleeuwse naam van Trondheim. In die dom liggen de resten van St. Olaf. Het werk, aangekondigd als Olavssalme, werd waarschijnlijk uitgevoerd in het kader van de ophanden zijnde Olavsdagen, ter viering van Olaf II van Noorwegen, een feest dat ook in de 21e eeuw nog aldaar wordt gevierd. Ludvig Bergh was opnieuw de solist. De compositie is er in twee versies: zanger met piano en zanger met orkest. Deze psalm op tekst van wederom Bjørnson werd gedurende de jaren volgend op de première regelmatig uitgevoerd. 